# مكان العمل

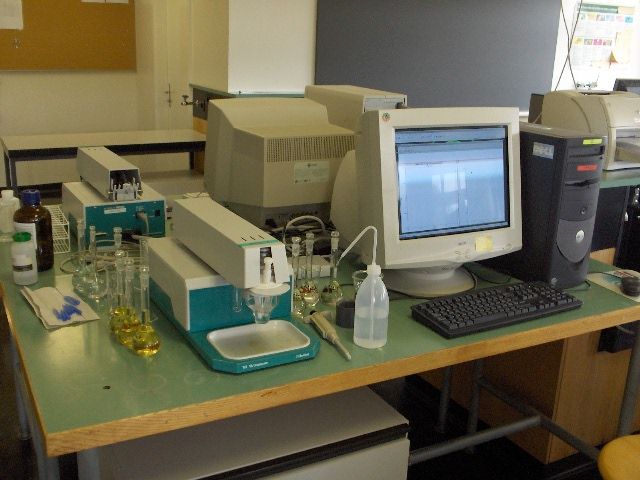

مكان العمل هو المكان الذي يعمل فيه الموظف أو العامل. سواء كان مكتباً منزلياً أو مبنى متعدد المكاتب أو مصنع. بالنسبة للمجتمعات الصناعية، يعد مكان العمل واحداً من أهم المساحات الاجتماعية بخلاف المنزل، حيث يشكل مفهومًا مركزيًا للعديد من الكيانات. أدى تطوير تكنولوجيات الاتصال الحديثة إلى تطوير مكان العمل الافتراضي، ليصبح مكان العمل دون مكان فعلي بالتحديد
مكان العمل هو المكان الذي يعمل فيه شخص ما لدى صاحب العمل أو لنفسه، مكان العمل . يمكن أن يتراوح هذا المكان من مكتب منزلي إلى مبنى مكتبي كبير أو مصنع . بالنسبة للمجتمعات الصناعية، يعد مكان العمل أحد أهم الأماكن الاجتماعية بأداء المسؤلية بخلاف المنزل، ويشكل «مفهومًا مركزيًا للعديد من الكيانات: العامل وعائلته، والمنظمة المستخدمة، وعملاء المنظمة، والمجتمع بصفتهم الشخصية. ككل».  أدى تطوير تقنيات الاتصال الجديدة إلى تطوير مكان العمل الافتراضي أو مكان العمل البعيد، مكان العمل الذي لا يقع في أي مكان مادي واحد.

## قضايا مكان العمل
- مكان العمل السام
- العدوان في مكان العمل: نوع معين من العدوان يحدث في مكان العمل.
- التنمر في مكان العمل: ميل الأفراد أو الجماعات لاستخدام سلوك عدواني أو غير معقول ضد زميل في العمل أو مرؤوس في أثناء وقت العمل.
- الصراع في مكان العمل: نوع معين من الصراع العدواني يحدث في مكان العمل.
- ثقافة مكان العمل: السلوكيات والأعراف الاجتماعية في مكان العمل.
- السلوك العكسي في مكان العمل: سلوك الموظف الذي يتعارض مع أهداف المنظمة.
- الاعتداء الإلكتروني في مكان العمل: البريد الإلكتروني في مكان العمل أو الرسائل النصية التي تهدد أو تخيف الموظفين.
- الديمقراطية في مكان العمل: تطبيق الديمقراطية بكافة أشكالها في مكان العمل.
- الانحراف في مكان العمل: الرغبة المتعمدة أو المتعمدة في إلحاق الضرر بالمنظمة.
- التمييز في مكان العمل: التمييز في التوظيف، والترقية، والتعيين، والإنهاء، والتعويض.
- تنوع مكان العمل: النظرية القائلة بأن الشركة التي توظف قوى عاملة متنوعة في السوق العالمية تكون قادرة بشكل أفضل على فهم التركيبة السكانية للسوق الذي تخدمه.
- العواطف في مكان العمل: تلعب العواطف في مكان العمل دورًا كبيرًا في كيفية تواصل المنظمة بأكملها داخل نفسها ومع العالم الخارجي.
- عوامل الموظف في مكان العمل التي تؤدي إلى الترقية الوظيفية.
- الكسل في مكان العمل الذي قد يؤدي إلى حوادث صناعية أو أشياء أخرى.
- التمكين في مكان العمل: يوفر للموظفين فرصًا لاتخاذ قراراتهم الخاصة فيما يتعلق بمهامهم.
- تقييم مكان العمل: أداة يستخدمها أصحاب العمل لمراجعة أداء الموظف.
- تأنيث مكان العمل: الاتجاه نحو زيادة توظيف النساء والرجال المستعدين والقادرين على العمل مع أنماط التفاعل «الأنثوية» هذه.
- الصداقة في مكان العمل والعلاقة في مكان العمل: ترتبط ارتباطًا مباشرًا بالعديد من مجالات الدراسة الأخرى بما في ذلك التماسك والرضا الوظيفي والالتزام التنظيمي ونية المغادرة.
- عدم المساواة بين الجنسين في مكان العمل: تتعلق بالتمييز في الأجور والتقدم الوظيفي.
- ثرثرة في مكان العمل: حديث أو شائعات خاملة، خاصة حول الشؤون الشخصية أو الخاصة للآخرين.
- المضايقة في مكان العمل: سلوك عدواني أو مهين أو مهين موجه لعامل فردي أو مجموعة من العمال.
- المراقبة الصحية في مكان العمل: إزالة العوامل المسببة للمرض.
- ضوابط مخاطر مكان العمل لـ COVID-19: التدابير المستخدمة للسيطرة على انتشار COVID-19
- الفكاهة في مكان العمل: كوميديا تدور حول الأعمال الداخلية للوظائف المختلفة.
- مكان العمل قلة أدب: منخفض الكثافة السلوك المنحرف مكان العمل مثل وقاحة، فظاظة وعرض عدم احترام للآخرين.
- التدخل في مكان العمل: مخطط لتحسين الصحة المؤسسية والفردية وكذلك مساعدة العمال على إدارة ضغوط العمل.
- المصطلحات الخاصة بمكان العمل: المصطلحات المتخصصة للغاية أو العبارات المعقدة والمبهمة بلا داع والتي يستخدمها أحيانًا المديرون أو الزملاء.
- الاستماع في مكان العمل: نوع من الاستماع النشط يتم استخدامه بشكل عام في بيئة مهنية.
- المهاجمة في مكان العمل: مفهوم مشابه للتنمر في مكان العمل.
- المعنويات في مكان العمل: تلعب الأحداث في مكان العمل دورًا كبيرًا في تغيير معنويات الموظفين، مثل عمليات التسريح الثقيلة، وإلغاء العمل الإضافي، وإلغاء برامج المزايا، ونقص التمثيل النقابي.
- انقطاع الطمث في مكان العمل: تأثير أعراض سن اليأس على الحضور والأداء في مكان العمل.
- النرجسية في مكان العمل
- رهاب مكان العمل: تتسبب المواجهة الفعلية أو المتخيلة مع مكان العمل أو بعض المحفزات في مكان العمل في رد فعل قلق بارز لدى الشخص.
- سياسة مكان العمل: استخدام الفرد للسلطة الفردية أو المخصصة له داخل منظمة مستخدمة بغرض الحصول على مزايا تتجاوز السلطة الشرعية للفرد.
- خصوصية مكان العمل: يجب على الموظفين عادةً التخلي عن بعض خصوصيتهم أثناء تواجدهم في مكان العمل، ولكن إلى أي مدى يمكن أن تكون قضية خلافية.
- الاختبار في مكان العمل: حالة تُمنح للموظفين الجدد في شركة أو شركة.
- السيكوباتية في مكان العمل: يمكن أن يتسبب السيكوباتيين في إحداث أضرار جسيمة عندما يتم تعيينهم في مناصب إدارية عليا
- الانتقام في مكان العمل: يشير إلى الإجراء العام للانتقام المتعمد داخل مكان العمل في محاولة للسعي لتحقيق العدالة.
- التخريب في مكان العمل: عندما يقوم العمال الساخطون بإتلاف أو تدمير المعدات أو التدخل في حسن سير العمل في مكان العمل.
- السلامة في مكان العمل: السلامة والصحة المهنية هي فئة من مسؤولية الإدارة في أماكن العمل.
- الروحانية في مكان العمل: حركة شعبية مع أفراد يسعون إلى عيش إيمانهم و/ أو قيمهم الروحية في مكان العمل.
- إستراتيجية مكان العمل: المحاذاة الديناميكية لأنماط عمل المنظمة مع بيئة العمل لتمكين ذروة الأداء وتقليل التكاليف.
- ضغوط مكان العمل: الاستجابة الجسدية والعاطفية الضارة التي تحدث عندما يكون هناك تطابق ضعيف بين متطلبات العمل وقدرات العامل أو موارده أو احتياجاته.
- مراقبة مكان العمل: تستخدم الشركات مراقبة مكان العمل كطريقة لمراقبة أنشطة موظفيها.
- القسم في مكان العمل: في المملكة المتحدة، يمكن أن يكون أداء القسم في مكان العمل عملاً من أعمال سوء السلوك الجسيم في ظل ظروف معينة.
- التدريب في مكان العمل: المهارات والمعرفة المكتسبة من أجل التطوير الشخصي والتقدم الوظيفي.
- العنف في مكان العمل: هو العنف الذي ينشأ من الموظفين أو أصحاب العمل ويهدد أصحاب العمل و/ أو الموظفين الآخرين.
- العافية في مكان العمل: برنامج يقدمه بعض أصحاب العمل لدعم السلوك الذي يؤدي إلى صحة الموظفين.